# Balbagathis sinuosa
Balbagathis sinuosa és una espècie d'insecte dípter pertanyent a la família dels psicòdids.

## Descripció
- El mascle fa entre 1,55-1,68 mm de llargària a les antenes (1,30 en el cas de la femella), mentre que les ales li mesuren 1,85-2,60 de longitud (2,10-2,25 la femella) i 0,78-1,05 d'amplada (0,80-0,98 la femella).
- Els lòbuls apicals de la placa subgenital de la femella són moderadament amples i ben separats l'un de l'altre.[3]

## Distribució geogràfica
Es troba a Sud-amèrica: Veneçuela.